# سیز جان دیپیین
سیز جان دیپیین (انگلیسی: Cees Jan Diepeveen؛ زادهٔ july ۲۴, ۱۹۵۶ (۶۸ سال)) ورزشکار هاکی روی چمن اهل پادشاهی هلند است.
وی در مسابقات کشوری و بین‌المللی در مجموع برندهٔ ۱ مدال طلا، ۱ مدال برنز شده‌است.